# هوارد إس. مكدونالد
هوارد إس. مكدونالد (بالإنجليزية: Howard S. McDonald)‏ هو مبشر أمريكي، ولد في 18 يوليو 1894 في هولاداي في الولايات المتحدة، وتوفي في 25 أكتوبر 1986 في لوس ألاميتوس في الولايات المتحدة.